# 阿蘇下田城站

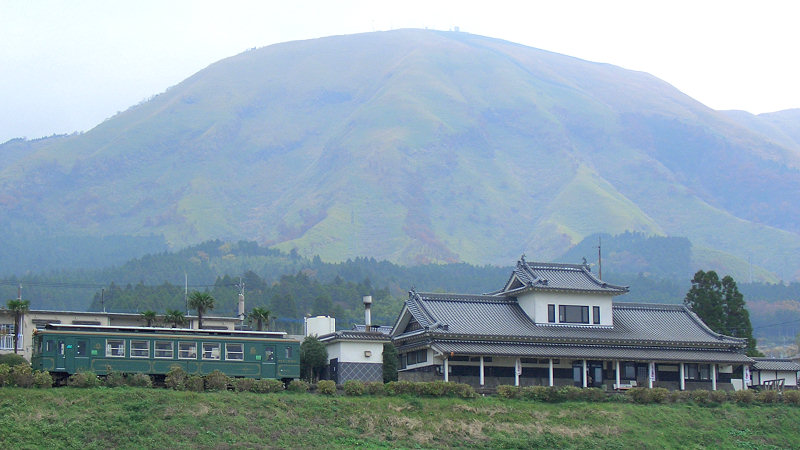
後方望向車站

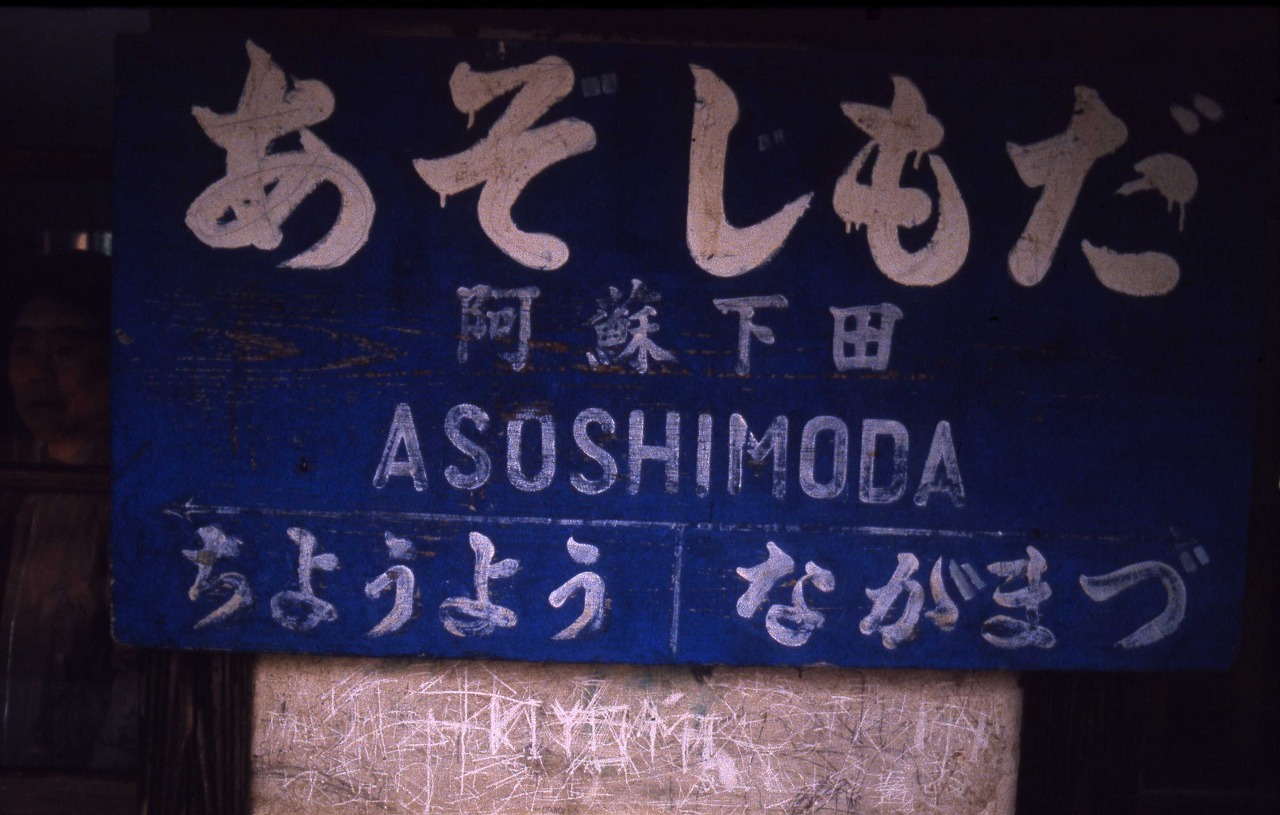
1984年時候的站名牌

阿蘇下田城站（日语：／ Aso-Shimodajyo eki */?）是位於熊本縣阿蘇郡南阿蘇村大字河陽，南阿蘇鐵道的高森線車站。
此站名稱曾以假名書寫長達16個文字，與阿武隈急行線的「梁川希望之森公園前站」並列日本第5長的站名。

## 歷史
- 1928年（昭和3年）2月12日 -  阿蘇下田站啟用。
- 1971年（昭和46年）2月20日 - 成為無人車站[2]。
- 1986年（昭和61年）4月1日 - 高森線由南阿蘇鐵道接管，成為南阿蘇鐵道高森線車站。
- 1993年（平成5年）8月1日 -  車站改名為阿蘇下田城接觸溫泉站。新車站大樓和溫泉設施落成。
- 2016年（平成28年）4月14日至4月16日 - 受到熊本地震影響，路軌、橋粱和隧道受損，使列車暫停服務。
- 2023年（令和5年）7月15日：随立野 - 中松区间恢复运行而重新开始运行，车站名改为阿苏下田城站[3][4]。

## 車站構造
車站是一座地面車站，設有1面1線的單式月台。車站大樓的設計彷照天正年間建造下田城的城郭。此站是有人車站，站內曾設有溫泉和浴場。泉質為中性單純泉，沒有露天風呂。但在2016年熊本地震中，温泉设施因损毁严重而被放弃，连带车站名后的“接触温泉”也被除去。

## 使用狀況
| 1日上下車人次變化 | 1日上下車人次變化 |
| 年度              | 1日平均人次       |
| ----------------- | ----------------- |
| 2011年            | 37                |
| 2012年            | 43                |
| 2013年            | 36                |
| 2014年            | 31                |
| 2015年            | 23                |
| 2016年            | 営業休止          |

## 車站周邊
- 國道325號（日语：国道325号） - 共有繞道和舊道（現時：村道）2條路行走。
- 鹽井社水源 - 約1.4公里。
- 夜峰山

## 巴士路線
產交巴士
- 下田站前 - 巴士站在國道325號舊道（現時：村道）上。

## 相鄰車站
南阿蘇鐵道
高森線
加勢－阿蘇下田城－南阿蘇水之誕生里白水高原

## 注腳
1. 1 2  国土数値情報(駅別乗降客数データ)  （页面存档备份，存于）（日語） - 國土交通省，2018年3月22日參閲
2. ↑  日本國有鐵道公示S46.2.18公53
3. ↑  . NHK熊本放送局. 2023-07-05  [2023-07-12]. 原始内容存档于2023-07-12.
4. ↑  . 南阿蘇鉄道. 2023-05-19  [2023-06-10]. 原始内容存档于2023-07-12.
5. ↑  . NHK熊本放送局. 2023-07-05  [2023-07-12]. 原始内容存档于2023-07-12.

## 外部連結
- 阿蘇下田城｜南阿蘇鐵道 （页面存档备份，存于）（日語）